# Joel Edgerton
Joel Edgerton (Blacktown, Sídney, Nueva Gales del Sur; 23 de junio de 1974) es un actor y cineasta australiano. Es conocido por su interpretación de Will McGill en las dos primeras temporadas de la serie dramática australiana The Secret Life of Us (2001-02), y por interpretar a Owen Lars en las películas de Star Wars Attack of the Clones (2002) y Revenge of the Sith (2005); papel que repitió en la serie de Disney+ Obi-Wan Kenobi (2022). Por su interpretación de Richard Loving en el drama histórico Loving de 2016, recibió una nominación al Globo de Oro al Mejor Actor en una Película.
En Australia, Edgerton ganó el  Premio AACTA al mejor actor principal por su trabajo en The Secret Life of Us. Ha aparecido en varias películas australianas, como The Square (2008), Animal Kingdom (2010; por la que recibió el premio AACTA al mejor actor de reparto ), Wish You Were Here (2012) y Felony (2013). Otras apariciones cinematográficas de Edgerton incluyen King Arthur (2004), Warrior (2011), Zero Dark Thirty (2012), The Great Gatsby (2013), Black Mass (2015), Bright (2017), Red Sparrow (2018), The Green Knight. (2021), The Stranger (2022), Thirteen Lives (2022) y Master Gardener (2022) y The Boys in the Boat (2023). En 2021, protagonizó la miniserie de Amazon Prime The Underground Railroad.
Por su trabajo en The Gift (2015), un thriller que escribió, dirigió, coprodujo y coprotagonizó, Edgerton recibió elogios de la crítica y una nominación al Premio DGA a la Mejor Dirección. En 2018, escribió, dirigió y coprotagonizó el drama de terapia de conversión Boy Erased. Al año siguiente, Netflix estrenó The King, que coescribió y protagonizó.

## Biografía
Edgerton nació en Blacktown, Nueva Gales del Sur, Australia, hijo de Michael, abogado y promotor inmobiliario, y Marianne (de soltera van Dort) Edgerton.   Su madre es una inmigrante holandesa, que nació en La Haya.   Se graduó de The Hills Grammar School en 1991. Asistió a la Escuela de Drama Nepean de la Universidad de Western Sydney,  antes de pasar a varias producciones teatrales, incluso en la Sydney Theatre Company. 
El hermano de Edgerton, Nash, es doble y cineasta. Tanto él como su hermano forman parte del colectivo cinematográfico australiano Blue-Tongue Films.  Nash dirigió a Joel en Gringo de 2018. 
En 2018, Edgerton inició una relación con Christine Centenera, directora de moda de Vogue Australia.   Se conocen desde finales de los años 1990.  Sus gemelos nacieron en mayo de 2021. 

## Trayectoria profesional
Es miembro de la compañía Blue-Tongue Films junto a los actores Nash Edgerton, Kieran Darcy-Smith, Luke Doolan y David Michod. En teatro ha aparecido en obras como Blackrock, Third World Blues, Love for Love y Henry V.
En 1996 interpretó a Crosby en el episodio "Eyewitness" de la serie Water Rats, más tarde volvió a aparecer en la serie, esta vez interpretando a Aaron Lawrence en el episodio "Force of Habit" en 1999.En 1998 apareció en la película Praise protagonizada por Peter Fenton y Sacha Horler donde interpretó a Leo.Entre 2001 y 2002 interpretó a William "Will" McGill en la serie The Secret Life of Us. Ese mismo año interpretó de nuevo a Will en la película del mismo nombre. 

En 2002 apareció en la popular película Star Wars Episode II: Attack of the Clones donde interpretó al joven Owen Lars, el hermanastro de Anakin Skywalker y tutor y tío de Luke Skywalker. En 2005 volvió a interpretar a Owen, esta vez en Star Wars: Episode III - Revenge of the Sith. En 1977 un Owen más viejo fue interpretado por el actor Phil Brown durante la película Star Wars: Episodio IV - Una nueva esperanza.En 2002 apareció en el tráiler Tropfest en Australia junto a la actriz Kimberley Davies, la cual fue dirigida por Patrick Hughes. También narró "A Midsummer Night's Dream" interpretada por la Sinfonía de la Orquesta de Melbourne Melbourne en el campus de la universidad Waterfront en Geelong, Victoria, Australia.

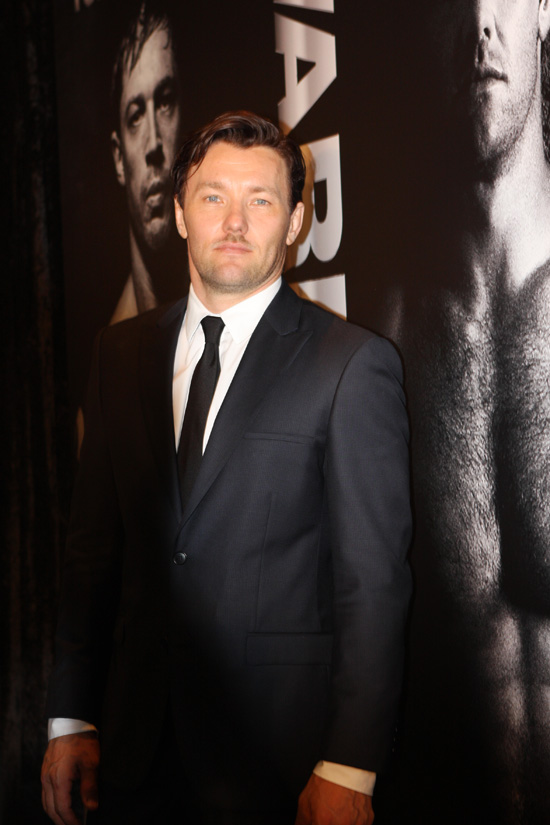
Joel durante el estreno de la película Warrior en Sídney, Australia en octubre del 2011.

En 2010 se unió al elenco de la película Ga'Hoole: la leyenda de los guardianes donde prestó su voz para el personaje de Metalbeak, el principal antagonista de la película y líder de los Puros. En la película trabajó junto a actores como Hugo Weaving, Helen Mirren y Sam Neill. En 2011 apareció en la película dramática Warrior donde interpretó a un antiguo luchador de la UFC Brendan Conlon que decide regresar a las peleas. En la película trabajo junto a los actores Tom Hardy, quien interpretó a su hermano Tommy Riordan, y a Jennifer Morrison, quien interpretó a su esposa Tess Conlon. Ese mismo año apareció en la película de terror y ciencia ficción The Thing donde interpretó al piloto de helicóptero Sam Carter. La película es la precuela de The Thing (1982), protagonizada por Kurt Russell.
En 2012 apareció en la película El gran Gatsby donde interpretó a Tom Buchanan junto a Leonardo DiCaprio. y en la película Zero Dark Thirty donde interpretó a Patrick, líder de escuadrón y miembro del DEVGRU, comúnmente conocido como Equipo SEAL 6, una unidad de misiones especiales de nivel 1 de la marina estadounidense. En la película compartió créditos con los actores Mark Strong, Jessica Chastain y su hermano Nash Edgerton.
En 2014, Edgerton protagonizó la película bíblica Éxodo: dioses y reyes, como Ramsés II, el hermano adoptivo de Moisés, que se convirtió en un rey notorio. Edgerton dirigió, protagonizó, escribió y produjo el thriller The Gift, que se estrenó el 7 de agosto de 2015 y recaudó 60 millones con un presupuesto de 5 millones.  Coprotagonizó la película Black Mass de 2015 como John Connolly, contacto del FBI y amigo de la infancia del notorio gánster Whitey Bulger ç.  En 2016, protagonizó las películas de Jeff Nichols Midnight Special  y Loving,  y en 2017 protagonizó la película Bright como el oficial Nick Jacoby, un orco que es oficial de policía. Retomará el personaje en la secuela junto a Will Smith, dirigida por Louis Leterrier para Netflix.

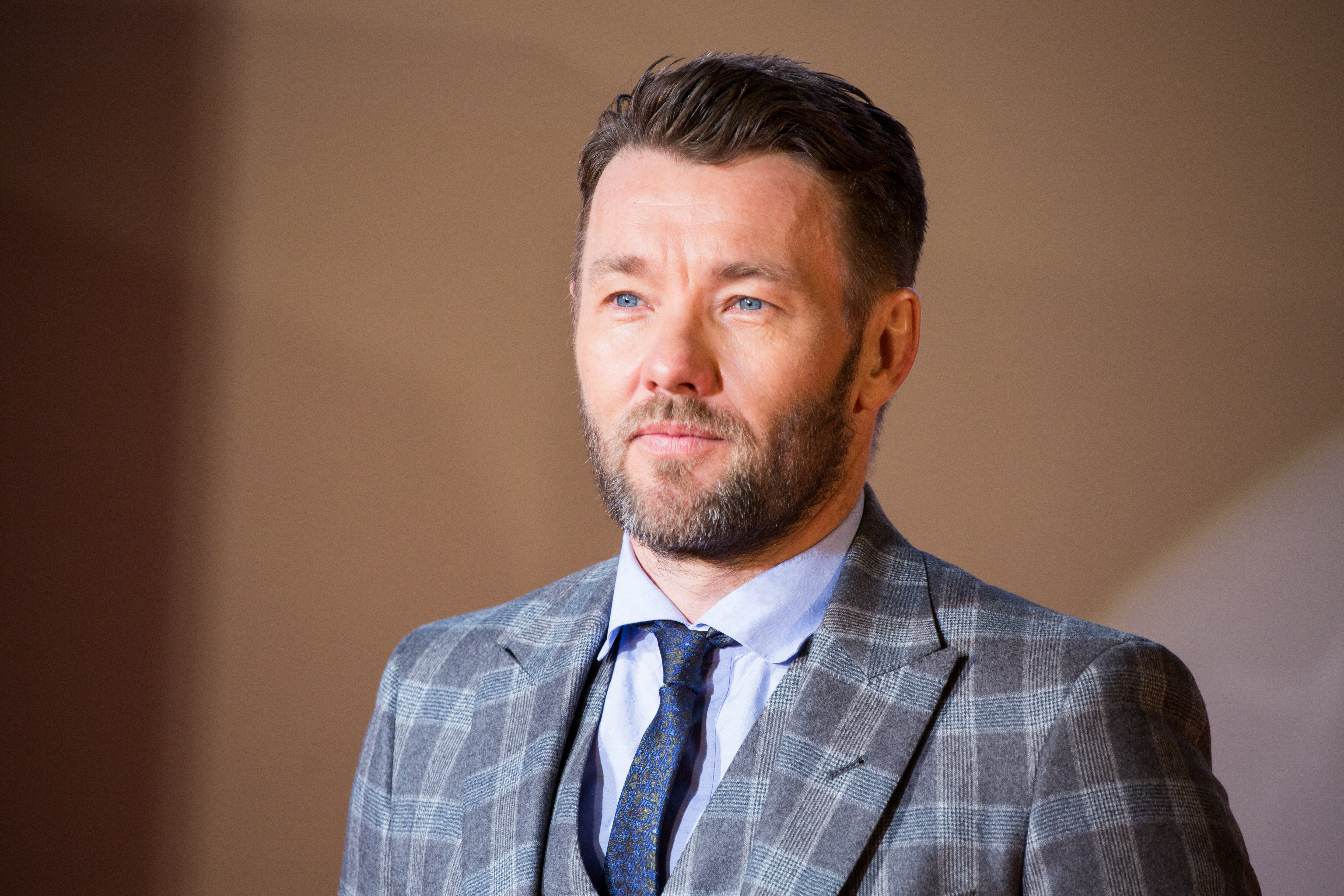
Joel Edgerton en 2017.

En 2018, Edgerton encabezó la película de suspenso Red Sparrow de Francis Lawrence con Jennifer Lawrence, y basada en el libro de Jason Matthews. Interpreta a Nathaniel Nash, un agente de la CIA que se involucra con la espía rusa Dominika Egorova (Lawrence). En febrero de 2018, Timothée Chalamet se unió al elenco de The King, con Brad Pitt, Dede Gardner y Jeremy Kleiner como productores, junto con Liz Watts, bajo su marca Plan B Entertainment.  En marzo de 2018, Edgerton se unió al elenco de la película.  En abril de 2020, durante la pandemia de COVID-19 en Australia, se anunció que una nueva película, The Unknown Man, dirigida por Thomas M. Wright, comenzaría a filmarse en Australia del Sur tan pronto como se levantaran suficientes restricciones de COVID-19.     Fue lanzado en 2022 como The Stranger. 
En septiembre de 2020, Edgerton fue elegido para protagonizar y ser productor ejecutivo de la serie limitada The Florida Man basada en una novela del mismo nombre de Tom Cooper. En 2021, Edgerton protagonizó la película de fantasía medieval The Green Knight escrita y dirigida por David Lowery. Coprotagoniza la película biográfica de supervivencia estadounidenseThirteen Lives (2022) dirigida por Ron Howard, junto con Viggo Mortensen y Colin Farrell. Protagoniza Master Gardener (2022) dirigida por Paul Schrader junto con Sigourney Weaver y Quintessa Swindell e interpreta a Al Ulbrickson en The Boys in the Boat (2023),una película biográfica estadounidense de drama deportivo coproducida y dirigida por George Clooney.

## Filmografía

### Actor

#### Cine
| Año  | Título original                                          | Personaje              |
| ---- | -------------------------------------------------------- | ---------------------- |
| 1996 | Loaded (Cortometraje)                                    | Frog                   |
| 1996 | Race the Sun                                             | Steve Fryman           |
| 1998 | Praise                                                   | Leo                    |
| 1998 | Bloodlock (Cortometraje)                                 | Danny                  |
| 1999 | Dogwatch                                                 | Sparrow                |
| 1999 | Erskineville Kings                                       | Wayne                  |
| 2000 | Sample People                                            | Sem                    |
| 2001 | The Pitch (Cortometraje)                                 | Guy                    |
| 2001 | Saturn's Return (Cortometraje)                           | Barney                 |
| 2002 | Star Wars: Episode II – Attack of the Clones             | Owen Lars              |
| 2002 | The Hard Word                                            | Shane                  |
| 2003 | The Night We Called It a Day                             | Rod Blue               |
| 2003 | Ned Kelly                                                | Aaron Sherritt         |
| 2004 | King Arthur                                              | Gawain                 |
| 2005 | The Mysterious Geographic Explorations of Jasper Morello | Jasper Morello (voz)   |
| 2005 | Star Wars: Episode III – Revenge of the Sith             | Owen Lars              |
| 2005 | Kinky Boots                                              | Charlie Price          |
| 2006 | Smokin' Aces                                             | Hugo Croop             |
| 2006 | Open Window                                              | Peter Delaney          |
| 2007 | Crossbow (Cortometraje)                                  | El padre               |
| 2007 | Spider (Cortometraje)                                    | Médico                 |
| 2007 | Whisper                                                  | Vince Delayo           |
| 2008 | The Square                                               | Billy                  |
| 2008 | Acolytes                                                 | Ian Wright             |
| 2008 | $9.99                                                    | Ron (voz)              |
| 2009 | Separation City                                          | Simon Nicholson        |
| 2009 | The Waiting City                                         | Ben Simmons            |
| 2010 | Legend of the Guardians: The Owls of Ga'Hoole            | Metal Beak (voz)       |
| 2010 | Animal Kingdom                                           | Barry "Baz" Brown      |
| 2011 | Warrior                                                  | Brendan Conlon         |
| 2011 | The Thing                                                | Sam Carter             |
| 2012 | Wish You Were Here                                       | Dave Flannery          |
| 2012 | The Odd Life of Timothy Green                            | Jim Green              |
| 2012 | Zero Dark Thirty                                         | Patrick Grayston       |
| 2013 | The Great Gastby                                         | Tom Buchanan           |
| 2013 | Felony                                                   | Malcolm "Mal" Toohey   |
| 2014 | Exodus: Gods and Kings                                   | Ramesses II            |
| 2015 | Life                                                     | John G. Morris         |
| 2015 | The Gift                                                 | Gordon "Gordo" Moseley |
| 2015 | Black Mass                                               | John Connolly          |
| 2015 | Jane Got a Gun                                           | Dan Frost              |
| 2016 | Midnight Special                                         | Lucas                  |
| 2016 | Loving                                                   | Richard Loving         |
| 2017 | It Comes at Night                                        | Paul                   |
| 2017 | Bright                                                   | Nick Jakoby            |
| 2018 | Red Sparrow                                              | Nathaniel "Nate" Nash  |
| 2018 | Gringo                                                   | Richard Rusk           |
| 2018 | Boy Erased                                               | Victor Sykes           |
| 2019 | The King                                                 | Sir John Falstaff      |
| 2021 | The Green Knight                                         | El Lord                |
| 2022 | The Stranger                                             | Mark                   |
| 2022 | Thirteen Lives                                           | Richard Harris         |
| 2022 | Master Gardener                                          | Narvel Roth            |
| 2023 | The Boys in the Boat                                     | Al Ulbrickson          |

#### Televisión
| Año       | Título original          | Personaje                    | Notas                       |
| --------- | ------------------------ | ---------------------------- | --------------------------- |
| 1995      | Police Rescue            | Andy                         | Episodio: "Wild Card"       |
| 1995–1997 | Spellbinder              | Bazza                        | 2 episodios                 |
| 1996–1999 | Water Rats               | Pete Crosby / Aaron Lawrence | 2 episodios                 |
| 1997      | Big Sky                  | Pierce Bateman               | Episodio: "Lost and Found"  |
| 1997      | Fallen Angels            | Scoob                        | Episodio: "The Faust Lane"  |
| 1998      | Wildside                 | Michael Savini               | Episodio: "#1.15"           |
| 1999      | Secret Men's Business    | Baz                          | Película para TV            |
| 2000      | The Three Stooges        | Tom Cosgrove                 | Película para TV            |
| 2001–2002 | The Secret Life of Us    | William "Will" McGill        | Rol principal, 32 episodios |
| 2002      | Dossa and Joe            | Robbo                        | 2 episodios                 |
| 2007      | Dangerous                | Senior Sergeant Mark Field   | Rol principal, 8 episodios  |
| 2009      | Dirt Game                | Shane Bevic                  | Rol principal, 6 episodios  |
| 2021      | The Underground Railroad | Arnold Ridgeway              | Miniseries, 7 episodios     |
| 2022      | Obi-Wan Kenobi           | Owen Lars                    | Miniseries, 2 episodios     |
| 2024      | Bluey                    | TBA                          | Voz, Episodio: "The Sign"   |
| 2024      | Dark Matter              | Jason Dessen                 | Rol principal               |

### Cineasta
Cortometrajes
| Año  | Título original | Escritor | Productor |
| ---- | --------------- | -------- | --------- |
| 1996 | Loaded          | No       | Sí        |
| 1998 | Bloodlock       | Sí       | Sí        |
| 2001 | The Pitch       | Sí       | No        |

Largometrajes
| Año  | Título original   | Director | Escritor | Productor |
| ---- | ----------------- | -------- | -------- | --------- |
| 2008 | The Square        | No       | Sí       | Ejecutivo |
| 2013 | Felony            | No       | Sí       | Sí        |
| 2014 | The Rover         | No       | Historia | No        |
| 2015 | The Gift          | Sí       | Sí       | Sí        |
| 2015 | Jane Got a Gun    | No       | Sí       | No        |
| 2017 | It Comes at Night | No       | No       | Ejecutivo |
| 2018 | Boy Erased        | Sí       | Sí       | Sí        |
| 2019 | The King          | No       | Sí       | Sí        |
| 2022 | The Stranger      | No       | No       | Sí        |
| 2024 | Wizards!          | No       | Historia | No        |

### Teatro
| Año  | Título original          | Personaje        | Compañía productora       |
| ---- | ------------------------ | ---------------- | ------------------------- |
| 1995 | Blackrock                | Toby             | Sydney Theatre Company    |
| 1996 | Dead White Males         |                  | Sydney Theatre Company    |
| 1997 | Third World Blues        | Graham           | Sydney Theatre Company    |
| 1998 | Henry IV                 | Príncipe Hal     | Bell Shakespeare          |
| 1998 | Love for Love            | Valentine        | Sydney Theatre Company    |
| 1999 | Henry V                  | Rey Enrique V    | Bell Shakespeare          |
| 2007 | The Pillowman            | Katurian         | Melbourne Theatre Company |
| 2009 | A Streetcar Named Desire | Stanley Kowalski | Sydney Theatre Company    |

## Premios y nominaciones
| Año  | Categoría                                                                                 | Premio                              | Película/Serie        | Resultado |
| ---- | ----------------------------------------------------------------------------------------- | ----------------------------------- | --------------------- | --------- |
| 2013 | Best Lead Actor                                                                           | AACTA Award                         | Wish You Were Here    | Nominado  |
| 2011 | Man of the Year                                                                           | GC Magazine Award                   | -                     | Ganador   |
| 2011 | Best Supporting Male Actor                                                                | FCCA Award                          | Animal Kingdom        | Ganador   |
| 2011 | Best Male Actor                                                                           | FCCA Award                          | The Waiting City      | Nominado  |
| 2011 | Best Performance by an Ensemble Cast (junto a Sullivan Stapleton, Guy Pearce y Luke Ford) | Chlotrudis Award                    | Animal Kingdom        | Nominado  |
| 2010 | Best Supporting Actor                                                                     | AFI Award                           | Animal Kingdom        | Ganador   |
| 2010 | Best Actor                                                                                | IF Award                            | The Waiting City      | Nominado  |
| 2009 | Best Screenplay (junto a Matthew Dabner)                                                  | FCCA Award                          | The Square            | Ganador   |
| 2009 | Best Supporting Actor                                                                     | FCCA Award                          | The Square            | Nominado  |
| 2008 | Best Actor                                                                                | Melbourne Underground Film Festival | Acolytes              | Ganador   |
| 2008 | Best Screenplay - Original (junto a Matthew Dabner)                                       | AFI Award                           | The Square            | Nominados |
| 2008 | Best Supporting Actor                                                                     | AFI Award                           | The Square            | Nominado  |
| 2003 | Best Supporting Male Actor                                                                | FFCA Award                          | Ned Kelly             | Nominado  |
| 2002 | Best Supporting Actor                                                                     | FFCA Award                          | The Hard Word         | Nominado  |
| 2002 | Best Actor in a Leading Role in a Television Drama                                        | AFI Award                           | The Secret Life of Us | Ganador   |
| 2002 | Best Actor in a Supporting Role                                                           | AFI Award                           | The Hard Word         | Nominado  |
| 2002 | Most Outstanding Actor                                                                    | Silver Logie Award                  | The Secret Life of Us | Nominado  |
| 2000 | Best Performance by an Actor in a Leading Role in a Telefeature or Mini-Series            | AFI Award                           | The Secret Life of Us | Nominado  |